# The Big Cigar
The Big Cigar (The Big Cigar: a Fuga no Brasil) é uma minissérie de suspense dramático biográfico desenvolvida por Jim Hecht, baseada no artigo homônimo da Playboy de 2012, de Joshuah Bearman. Após os acontecimentos do Partido dos Panteras Negras na década de 1970, a série é sobre o fundador do partido, Huey P. Newton, fugindo do Federal Bureau of Investigation (FBI) para Cuba com a ajuda de Bert Schneider para um plano elaborado.
A minissérie é estrelada por André Holland, Alessandro Nivola, Tiffany Boone, PJ Byrne e Marc Menchaca. The Big Cigar estreou seus dois primeiros episódios na Apple TV+ em 17 de maio de 2024, e recebeu críticas geralmente positivas dos críticos. A série foi concluída em 14 de junho de 2024.

## Premissa
Ambientada em 1974, a série narra a caçada humana a Huey P. Newton, o fundador do Partido dos Panteras Negras, que busca a ajuda do produtor de cinema Bert Schneider enquanto tenta escapar para Cuba.

## Elenco

### Principal
- André Holland como Huey P. Newton: O protagonista principal, que é o fundador do Partido dos Panteras Negras.
- Alessandro Nivola como Bert Schneider: O produtor de cinema e televisão. Ele e seu parceiro de negócios Steve Blauner esconderam Newton devido a ele ter sido condenado por assassinato e agressão.
- Tiffany Boone como Gwen Fontaine: A esposa de Huey P. Newton, que é membro do partido da organização.
- P. J. Byrne como Stephen Blauner: parceiro de negócios e amigo de infância de Bert. Ele e Bert ajudaram e colaboraram com Huey em uma série de esquemas malucos.
- Marc Menchaca como Sydney Clark: Um agente do FBI vestido de hippie que nunca desiste de interrogar a organização, familiares e qualquer pessoa relacionada a Huey.

### Recorrente
- Thamela Mpumlwana como Lil Bobby Hutton
- Moses Ingram como Teressa Dixon: Um jovem membro do partido que se mostra engenhoso, mesmo quando convence Huey a dar seu dinheiro a Bert.
- Jaime Ray Newman como Roz Torrance
- Jordane Christie como Bobby Seale: Um ativista político e autor que foi um dos cofundadores do Partido dos Panteras Negras junto com Newton.
- Inny Clemons como Richard Pryor
- Olli Haaskivi como Arthur A. Ross: Um filme e roteirista que trabalha para Bert.
- Noah Emmerich como Stanley Schneider: irmão de Bert.
- James Cade como Agente Anderson

### Convidado
- Glynn Turman como Walter Newton: pai de Huey P. Newton
- Brenton Allen como Eldridge Cleaver: Um escritor e ativista político que foi um dos primeiros líderes do Partido dos Panteras Negras.
- Michael Mașini como Gregory Lipton:
- Chris Brochu como Dennis Hopper
- Rebecca Dalton como Jéssica
- John Doman como Abe Schneider: pai de Bert.
- Owen Roth como Jack Nicholson
- Manuel Rodriguez Saenz como Tajo
- Hudson Wurster como Michael Torrance
- Al McFoster como Ceddy
- Taylor Jackson como Candice Bergen
- Liz Adjei como Betty Shabazz
- Brian Jansen como Warren Winkle

## Episódios
| Título original       | Título brazil          | Exibição original   | Exibição brazil     |
| --------------------- | ---------------------- | ------------------- | ------------------- |
| Panther/Producer      | Pantera/Produtor       | 17 de maio de 2024  | 17 de maio de 2024  |
| The Cuban             | O cubano               | 17 de maio de 2024  | 17 de maio de 2024  |
| Guns & Matzah         | Armas e Matzá          | 24 de maio de 2024  | 24 de maio de 2024  |
| What Are Friends For? | Amigos servem pra quê? | 31 de maio de 2024  | 31 de maio de 2024  |
| Lost Paradise         | Paraíso perdido        | 07 de junho de 2024 | 07 de junho de 2024 |
| The Pirate            | O pirata               | 14 de junho de 2024 | 14 de junho de 2024 |

## Produção
Foi anunciado em dezembro de 2012 que Jonathan Dayton e Valerie Faris deveriam dirigir o projeto para a Sony Pictures, na época desenvolvido como filme, com Joshuah Bearman, autor do artigo original, e Jim Hecht definido para escrever o roteiro.
O projeto, agora uma minissérie, recebeu luz verde da Apple TV+ em abril de 2022, com André Holland escalado para estrelar. Don Cheadle foi anunciado para dirigir os dois primeiros episódios, além de ser produtor executivo. Em junho, Tiffany Boone e Alessandro Nivola se juntaram ao elenco, com Marc Menchaca e P. J. Byrne entrando no mês seguinte. Em agosto, Jordane Christie, Moses Ingram, Olli Haaskivi e Glynn Turman foram escalados para estrelar a série. Elenco recorrente adicional, incluindo Jaime Ray Newman e Noah Emmerich, foi anunciado em setembro.
As filmagens da série começaram em Toronto em junho de 2022, conforme revelado pela showrunner Janine Sherman Barrois. Em agosto, a produção estava ocorrendo em Hamilton, Ontário, onde a Prefeitura de Hamilton estava sendo usada como cópia do Aeroporto Internacional de São Francisco.